# Wadi Mudschib
Das Wadi Mudschib (arabisch وادي الموجب, DMG Wādī al-Mūǧib; auch Wadi Mujib) ist ein Trockental im Bergland Jordaniens östlich des Toten Meeres und liegt 90 km südlich von Amman.

Das an vielen Stellen schluchtartig ausgeformte Tal endet 410 Meter unter dem Meeresspiegel am Toten Meer. Sie wird auch als „Grand Canyon Jordaniens“ bezeichnet und ist das am tiefsten gelegene Naturschutzgebiet der Welt. Der nächstgelegene größere Ort Dhiban liegt 5 km nördlich. Die „Kaiserstraße“ durchquert das Tal in zahlreichen Windungen.

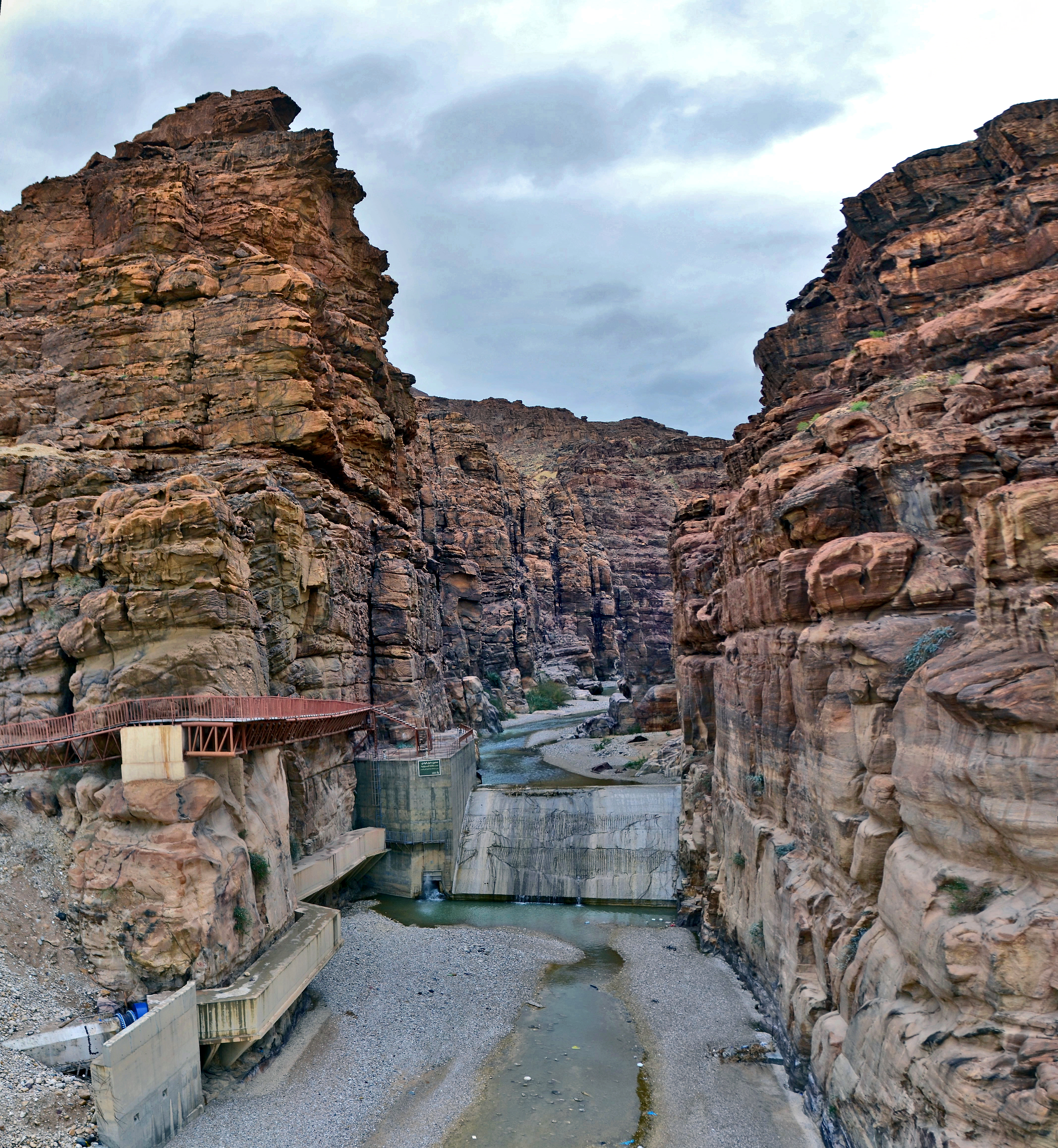
Mündung der Felsschlucht Wadi Mujib in das Tote Meer (- 385 m u. d. M.)

Durch das Wadi Mudschib fließt der biblische Arnon, sofern er nicht oberhalb der Mujib-Talsperre während des Sommers zuweilen trockenfällt.

## Geologie
Während der letzten Eiszeit erreichte der Wasserspiegel des Toten Meeres 180 m unter dem Meeresspiegel, etwa 230 m höher als heute. Es überflutet den unteren Bereichen des Canyons und entlang seiner Ufer und Buchten lagerten sich Sedimente ab. Vor etwa 20.000 Jahren veränderten sich die klimatischen Bedingungen und der Wasserstand des Toten Meeres sank erheblich ab. Das Wadi Mudschib wurde jedoch durch eine dichte Mergelschicht verschlossen, so dass der Abfluss verstopft wurde. Erst im Laufe der Zeit fraß sich der Fluss immer tiefer in den Sandstein und lagerte die mitgeführten Minerale und Sand im Toten Meer in einem riesigen Schwemmkegel ab.

## Mudschib-Reservat
Das 215 km² große Reservat (arabisch محمية الموجب / Maḥmiyyat al-Mūǧib) wurde im Jahr 1987 von der Royal Society for the Conservation of Nature (RSCN) angelegt und ist von regionaler und internationaler Bedeutung. Es erstreckt sich auf das Bergland von Kerak und Madaba und erreicht bis zu 900 Meter über dem Meeresspiegel.
Der Höhenunterschied von 1.300 Meter und das ganzjährig fließende Wasser aus den sieben Nebenflüssen bedeutet für das Wadi Mudschib heute eine prächtige Artenvielfalt, die teilweise noch unerforscht und nicht völlig dokumentiert ist. Mehr als 300 Pflanzenarten, zehn Arten von Fleischfressern und zahlreiche Arten von einheimischen und Zugvögeln sind aktuell bekannt, allerdings sind einige der abgelegenen Berg- und Tallagen schwer zu erreichen. Sie bieten somit sichere Zufluchtsorte für seltene Arten von Katzen, Ziegen und andere Tiere.
Das Mudschib-Reservat besteht aus bergiger, felsiger und spärlich bewachsener Wüste (bis 800 m), mit Klippen, Schluchten und tiefen, durch Wadis durchschnittenen Plateaus. Ganzjährig wasserführende Bäche durchfließen die Wadis zu den Ufern des Toten Meeres.
Die Hänge des bergigen Landes sind sehr spärlich bewachsen, mit einer steppenartigen Vegetation auf den Hochebenen. Grundwasser tritt an einigen Orten entlang des Toten Meeres an die Oberfläche, zum Beispiel bei den heißen Quellen von Zara, die ein üppiges Dickicht aus Akazien, Tamarisken, Dattelpalmen, Oleander und sogar einem kleinen Sumpf erlauben. Die weniger schweren Steigungen des Reservates werden von Hirten für die Beweidung durch Schafe und Ziegen genutzt.

## Sonstiges

### Tourismus
- Die heißen Quellen von Hammamat Ma'in liegen nahe der Grenze des Reservats und werden stark für den Tourismus genutzt[1].
- Das Wadi wird für Wander- und Trekkingtouren und für Canyoning genutzt.

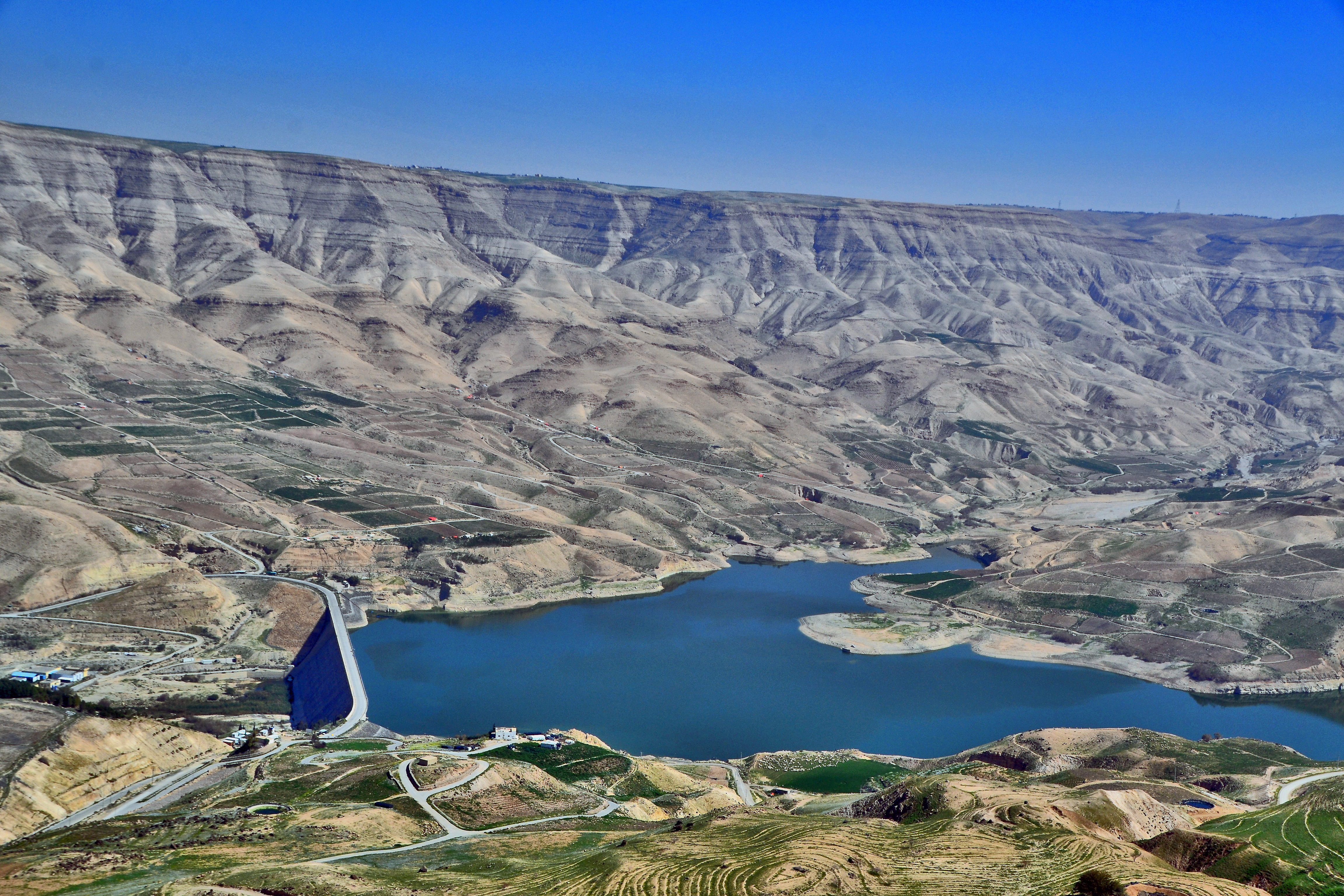
Mujib-Talsperre, Fertigstellung des Staudammes 2003

## Mujib-Talsperre
Ein neuer großer Staudamm wurde 2003 im Wadi Mudschib fertiggestellt, wo nun die dort neu ausgebaute Königsstraße den Fluss überquert. Als Ergebnis hat sich ein großer Stausee gebildet, der die gefährlichen Sturzbäche des Wadis dämmt.

### Militär
Das jordanische Militär unterhält zeitweise ein Lager im Süden des Reservats.